# Сръбско кино
Киното на Сърбия представлява филмовото изкуство на филмите, създадени от сръбската нация. Сърбия, независима част от разпадналата се Югославия, е дом на много световно признати филми и режисьори.

## Сръбският театър и кино
Сърбия е добре позната с многото си театри. Сръбският национален театър е създаден през 1861 г., а неговата сграда е датирана от 1868. Компанията предоставя и оперно пеене от края на XIX в. до 1947 г., когато е създадена официалната опера.
БИТЕФ, Международен театрален фестивал в Белград, е един от най-старите подподобни фестивали в света. "Новите тенденции в театъра е постоянно мото на фестивала. Основан през 1967 г., BITEF се превръща в един от петте най-важни и големи европейски фестивали.
Преди началото на Втората световна война са създадени 12 филма, а истинският просперитет идва след края на Втората световна война.